# Нил, Элис

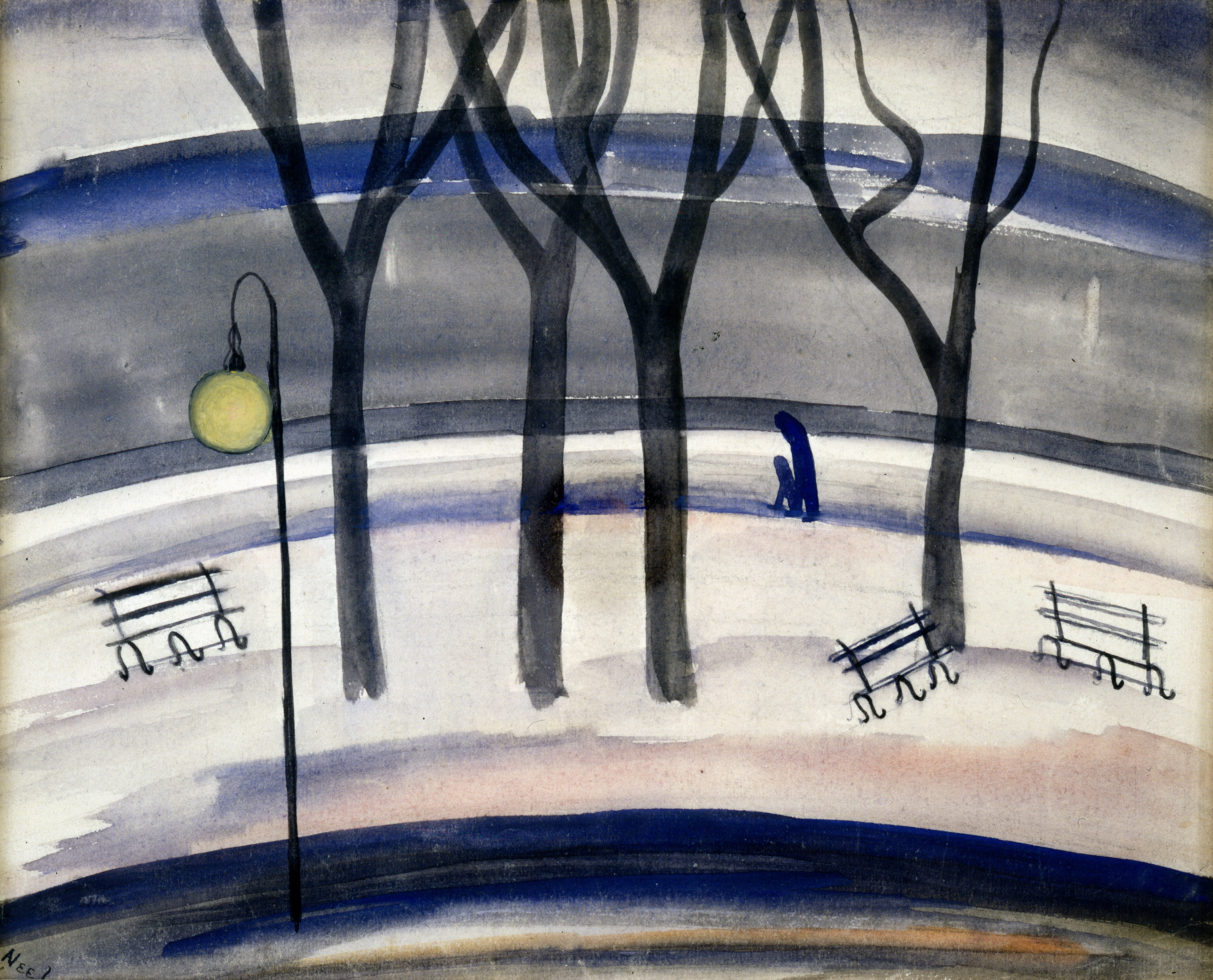
Вечер в Риверсайд-парке, 1927

Элис Нил (англ. Alice Neel; 1900—1984) — американская художница, признанный мастер портрета.

## Биография
Родилась 28 января 1900 года в Пенсильвании (США). В 1918 году, после окончания средней школы, Элис сдала экзамен и для того, чтобы помочь родителям, устроилась на высокооплачиваемую канцелярскую должность. На протяжении трёх лет Элис работала и параллельно посещала художественные вечерние курсы в Филадельфии (США). В 1921 году она поступила в Школу Дизайна для женщин (Moore College of Art & Design).
В 1920-е годы жила на Кубе. В 1959 году снялась в фильме по сценарию Джека Керуака «Погадай на ромашке» („Pull my Daisy“). Благодаря тому, что легендарные представители бит-культуры (поэт Аллен Гинзберг, художник Лари Риверс, музыкант Дэвид Амрам) играли в этом фильме самих себя фильм стал своего рода символом поколения. Фильм был снят кинорежиссёром Робертом Франком вместе с художником-реалистом Альфредом Лесли.
Умерла Элис Нил в Нью-Йорке 13 октября 1984 года.

## Творчество
Формирование Элис Нил как художницы проходило в 30-е годы XX века. В эти годы ею были созданы множество портретов левой интеллигенции. Многие из них не сохранились. Значительный успех имела состоявшаяся в 1965 году в Грэхем Гэлери (Нью-Йорк) выставка портретов. Широкая известность приходит к Элис Нил в середине 70-х годов. Одной из наиболее известных работ этого времени является портрет Энди Уорхола. Многие критики считают эту работу венцом творческой деятельности Элис Нил. Портрет изображает обнаженного до пояса Э. Уорхола с закрытыми глазами. Роберт Мэпплторп запечатлел Элис Нил в последний год её жизни, сделав её фотопортрет. На нём глаза художницы тоже закрыты.
Творчеству знаменитой художницы посвящён документальный фильм «Элис Нил», премьера которого состоялась в январе 2007 года. Фильм создан внуком художницы режиссёром Эндрю Нилом. В 1981 году 85 работ художницы были показаны на выставке в Москве.